# Rimbach, Cham
Đối với thị xã cùng tên ở Hessen, xem Rimbach, Hessen
Rimbach là một đô thị ở huyện Cham tại Upper Palatinate bang Bayern nước Đức. Đô thị Rimbach, Cham có diện tích 24,69 km², dân số thời điểm ngày 31 tháng 12 năm 2006 là 2052 người.
Đây là một khu vực nghỉ mát với cảnh quan đẹp.